# Пинас (коммуна)
Пина́с (фр. Pinas, окс. Pinars) — коммуна во Франции, находится в регионе Юг — Пиренеи. Департамент — Верхние Пиренеи. Входит в состав кантона Ланнемезан. Округ коммуны — Баньер-де-Бигор.
Код INSEE коммуны — 65363.

## География
Коммуна расположена приблизительно в 660 км к югу от Парижа, в 100 км юго-западнее Тулузы, в 33 км к юго-востоку от Тарба.
Коммуна расположена на плато Ланнемезан. По территории коммуны протекает река Сав.

## Климат
Климат умеренно-океанический с солнечной тёплой погодой и обильными осадками на протяжении практически всего года.

## Население
Население коммуны на 2010 год составляло 459 человек.
| 1962 | 1968 | 1975 | 1982 | 1990 | 1999 | 2010 |
| ---- | ---- | ---- | ---- | ---- | ---- | ---- |
| 334  | 361  | 499  | 530  | 490  | 442  | 459  |

## Администрация
| Период | Период | Фамилия    | Партия | Примечания |
| ------ | ------ | ---------- | ------ | ---------- |
| 2001   | 2020   | Жоэль Дево |        |            |

## Экономика
В 2010 году среди 254 человек трудоспособного возраста (15-64 лет) 175 были экономически активными, 79 — неактивными (показатель активности — 68,9 %, в 1999 году было 68,3 %). Из 175 активных жителей работали 170 человек (86 мужчин и 84 женщины), безработных было 5 (3 мужчин и 2 женщины). Среди 79 неактивных 18 человек были учениками или студентами, 43 — пенсионерами, 18 были неактивными по другим причинам.

## Достопримечательности
- Церковь Рождества Пресвятой Богородицы

## Фотогалерея

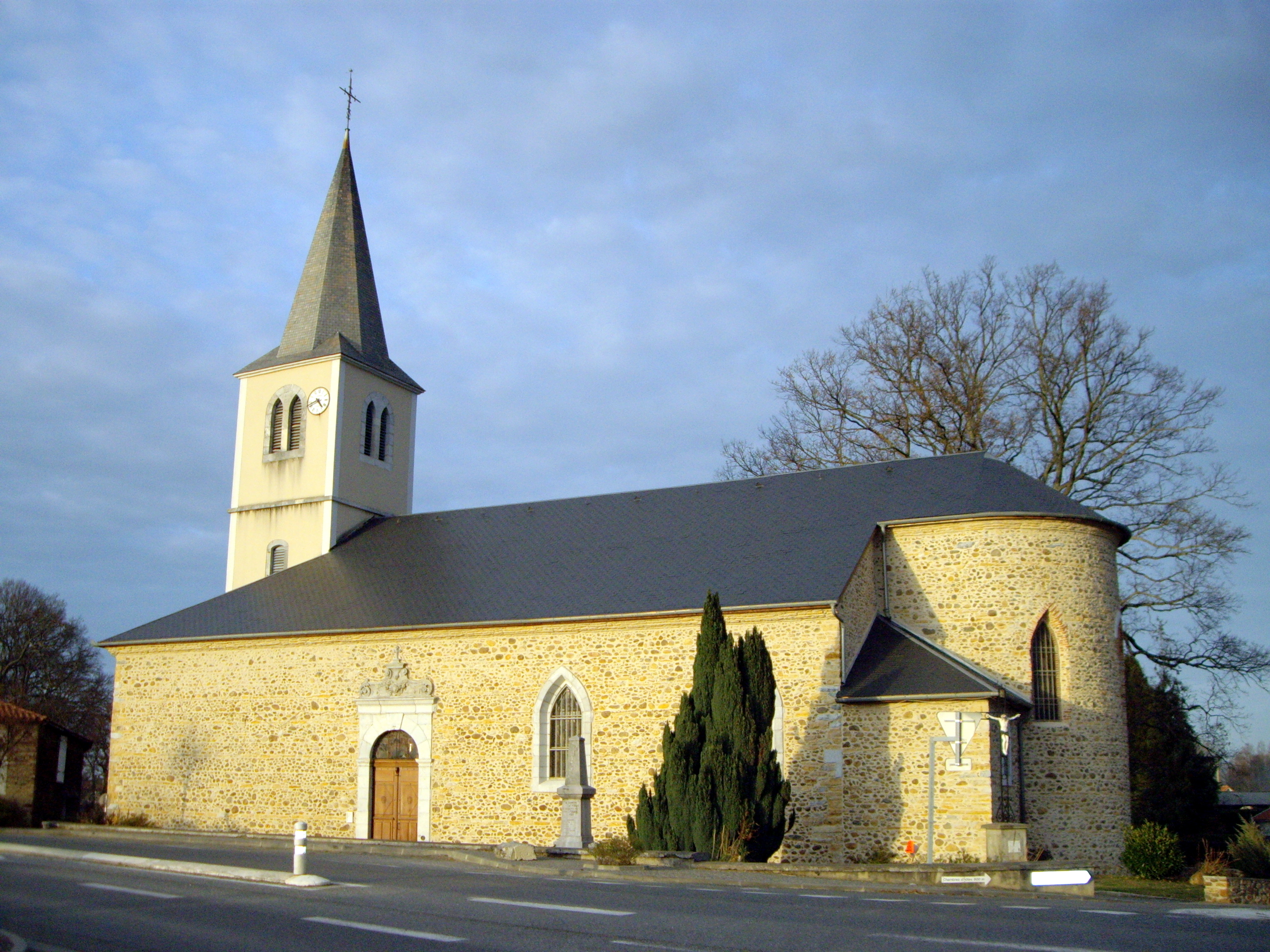
Церковь Рождества Пресвятой Богородицы
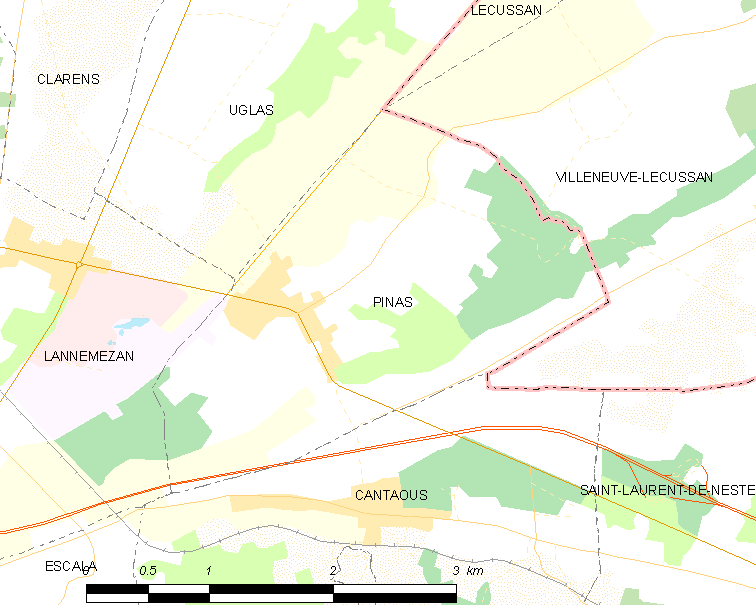
Карта коммуны